# باينومفيل (ميزوري)
باينومفيل (بالإنجليزية: Bynumville)‏ هي إحدى المجتمعات الفردية (غير مصنفة) في ولاية ميزوري في الولايات المتحدة الأمريكية.